# Mort cellulaire immunogène

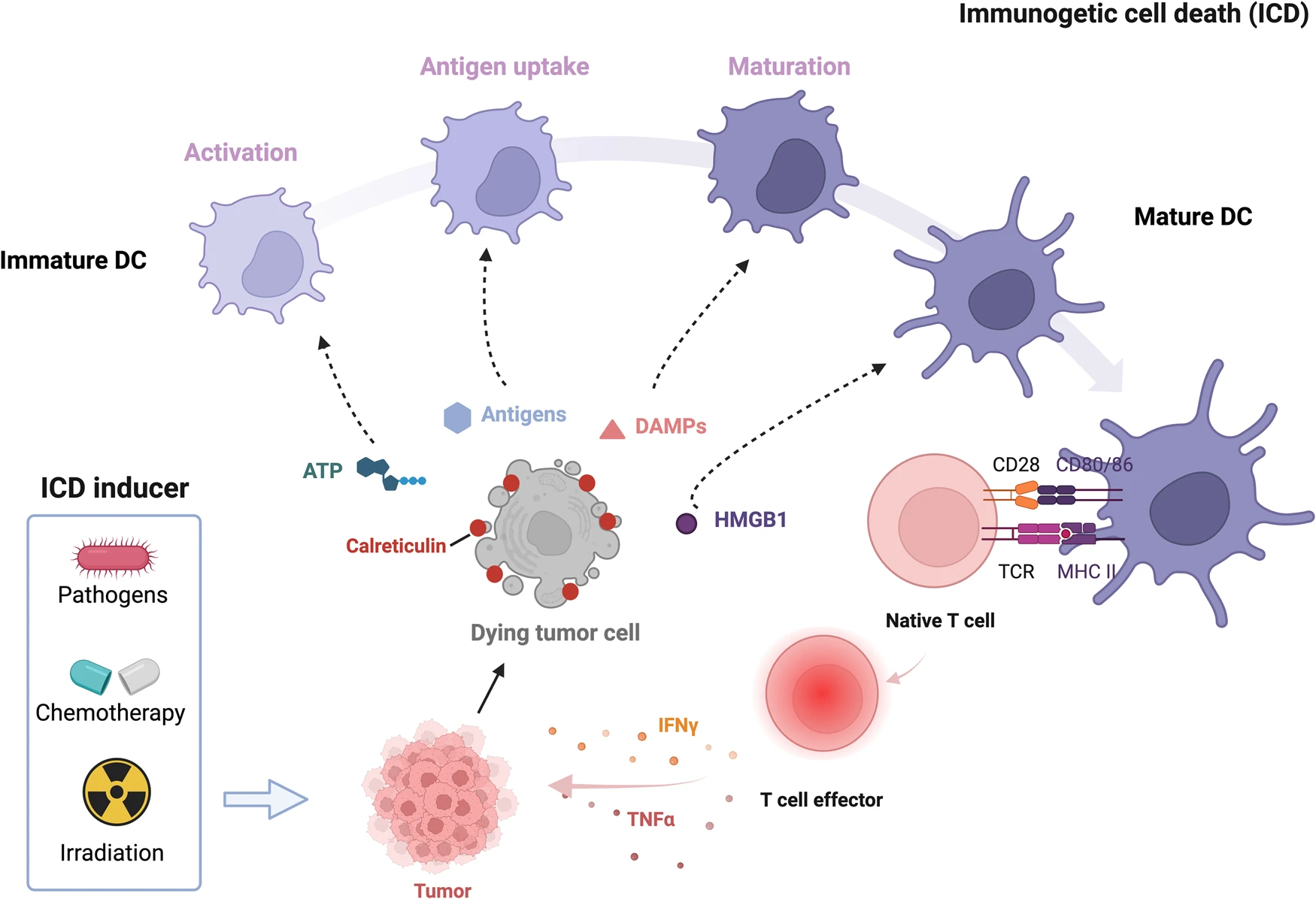
Mécanismes de la mort cellulaire immunogène

La mort cellulaire immunogène est le mécanisme d'achèvement de la vie de certaines cellules déterminé par le système immunitaire. Tel que défini par le Comité de nomenclature sur la mort cellulaire, la  mort cellulaire immunogène est une modalité de la mort cellulaire régulée ,. L'activation de la  mort cellulaire dépend de programmes de transduction de signalisation et peut donc être déclenchée ou modulée par des médicaments et des composants génétiques . La mort cellulaire diffère des autres types de  mort cellulaire programmée, tels que la nécroptose, la ferroptose et la pyroptose, non seulement par les conditions dans lesquelles elle est déclenchée, mais également par le fait qu'elle active une réponse immunitaire adaptative chez des hôtes syngéniques immunocompétents contre les antigènes exprimés par la cellule mourante.
Les cellules tumorales expriment généralement des néoantigènes, qui sont différents de toute autre protéine normale chez l'hôte, ou des antigènes associés à la tumeur, qui sont exprimés dans un tissu inhabituel ou en quantités aberrantes ,. En conséquence, une caractéristique importante des cancers est leur capacité à échapper à l’immunité, car le système immunitaire est impliqué de manière cruciale dans la défense contre le développement et la progression des cellules malignes .
Dans certaines situations, l'immunogénicité des tumeurs peut être améliorée en augmentant la libération locale et l'exposition d'immunoadjuvants endogènes, tels que les motifs moléculaires associés aux dégâts . La libération de ces molécules avec un schéma d'activation immunitaire bien défini est observée dans la mort cellulaire immunogène .

## Conditions de la mort cellulaire immunogène
Les cellules soumises à la  mort cellulaire programmée présentent des caractéristiques morphologiques et moléculaires d'apoptose avec un modèle bien défini de libération et d'exposition aux motifs moléculaires associés aux dégâts . Les motifs moléculaires associés aux dégâts forment un groupe de différentes molécules qui remplissent normalement des fonctions structurelles et métaboliques dans les cellules vivantes sans rapport avec leurs fonctions immunitaires pendant la mort cellulaire immunogène . Cependant, lorsqu’ils sont émis avec un profil temporospatial spécifique pendant la mort cellulaire immunogène, les motifs moléculaires associés aux dégâts sont capables de déclencher ou de stimuler des réponses immunitaires spécifiques à un antigène ,. L’activation des récepteurs de reconnaissance de formes par les motifs moléculaires associés aux dégâts entraîne la maturation des cellules dendritiques  et l’activation des lymphocytes T CD4+ et CD8+ . Différents aspects de l’activation des réponses immunitaires adaptatives sont rempli par les différents motifs moléculaires associés aux dégâts impliqués dans la mort cellulaire immunogène. Le profil temporel de la libération et de l'exposition, ainsi que les actions spécifiques effectuées par les motifs moléculaires associés aux dégâts, orchestrent l'attraction, l'activité phagocytaire et la maturation des cellules présentatrices d'antigènes dans  le microenvironnement tumoral. La simple présence d’un seul ou de quelques motifs moléculaires associés aux dégâts à proximité des cellules tumorales n’est généralement pas suffisante pour initier ou renforcer une réponse immunitaire anticancéreuse cytotoxique et efficace. L’absence de calréticuline ou de l'annexine A1 par exemple, est connue pour limiter considérablement les réponses immunitaires contre les cellules tumorales ,,. De plus, le microenvironnement tumoral doit permettre aux cellules immunitaires d’être activées et de remplir correctement leur rôle pour que les motifs moléculaires associés aux dégats puissent exercer leurs effets immunoadjuvants.
Des conditions spécifiques sont connues pour induire une  mort cellulaire immunogène, telles que la chimiothérapie ,,, la radiothérapie ,  et la thérapie photodynamique ,,,,,. Des paramètres tels que le protocole d'application et le médicament utilisé dans ces traitements sont cruciaux pour déterminer si la mort cellulaire immunogène est induit ou non. Dans le cas de la chimiothérapie, par exemple, la mort cellulaire immunogène peut être induite par des médicaments tels que la mitoxantrone, l'oxaliplatine et le cyclophosphamide, mais pas par le cisplatine, l'étoposide et la mitomycine C. Dans le cas de la thérapie photodynamique, le type et la concentration du photosensibilisateur, ainsi que le régime d'irradiation, sont des facteurs clés ,.